# Rheocricotopus tobatervicesimus
Rheocricotopus tobatervicesimus är en tvåvingeart som beskrevs av Akio Kikuchi och Sasa 1990. Rheocricotopus tobatervicesimus ingår i släktet Rheocricotopus och familjen fjädermyggor. Inga underarter finns listade i Catalogue of Life.